# Pedro Faife
Pedro Adriani Faife Fernández (né le 14 janvier 1984 à Zulueta (es) à Cuba) est un joueur de football international cubain, qui évolue au poste de milieu de terrain.

## Biographie

### Carrière en sélection
Avec l'équipe de Cuba, il joue 36 matchs (pour un but inscrit) entre 2003 et 2008. 
Il figure notamment dans le groupe des sélectionnés lors des Gold Cup de 2003, de 2005 et de 2007.